# Minamoto no Yukiie
Minamoto no Yukiie (源 行家), med okänt födelsedatum, död 1 juni 1186, var bror till Minamoto no Yoshitomo och en av befälhavarna Minamoto-styrkorna i Genpei-kriget I slutet av Heianperioden.
1181 blev han besegrad i slaget vid Sunomatagawa av Taira no Tomomori. Han flydde och förstörde bron över Yahagi-gawa. Här gick han i försvar, men blev besegrad än en gång i vad som kommit att kallas slaget vid Yahagigawa. Emellertid blev Taira no Tomomori sjuk och Minamotoarmén klarade sig ifrån ett fullständigt nederlag.
Under en kortare period stod Yukiie i förbund med Minamoto no Yoshinaka mot Minamoto no Yoritomo, som var ledare för klanen. Men när Yoshinaka föreslog en kidnappning av kejsaren, Go-Shirakawa, förrådde Yukiie honom. Han avslöjade planen för kejsaren, som i sin tur berättade för Yoritomo.
Yukiie halshöggs 1186 efter anklagelser om högförräderi.